# Liste der denkmalgeschützten Objekte in Graz/St. Leonhard
Die Liste der denkmalgeschützten Objekte in Graz/St. Leonhard enthält die 64 denkmalgeschützten, unbeweglichen Objekte des II. Grazer Stadtbezirks St. Leonhard.

## Denkmäler
| Foto  |                 | Denkmal | Standort                                                     | Beschreibung | Metadaten |
| ----- | --------------- | --- | ------------------------------------------------------------ | --- | --- |
| ja    | Datei hochladen | Villa HERIS-ID: 65533 Objekt-ID: 78378                                                                                           | Alberstraße 1 Standort KG: St. Leonhard                      | | BDA-Hist.: Q38110671 Status: Bescheid Stand der BDA-Liste: 2025-06-30 Name: Villa GstNr.: 581/2 |
| ja    | Datei hochladen | Amtsgebäude, Verwaltungsgebäude der ehem. Versicherungsanstalt des österreichischen Bergbaues HERIS-ID: 89879 Objekt-ID: 104541  | Alberstraße 14 Standort KG: St. Leonhard                     | Der Verwaltungsbau wurde 1950–1952 nach Entwurf von Wilhelm Aduatz, Franz Jakubecky und Rudolf Taurer erbaut. Anmerkung: ident Lessingstraße 20, Rechbauergasse 15 | BDA-Hist.: Q37743476 Status: Bescheid Stand der BDA-Liste: 2025-06-30 Name: Amtsgebäude, Verwaltungsgebäude der sog. Versicherungsanstalt des österreichischen Bergbaues GstNr.: 723                                                            |
| ja    | Datei hochladen | Wohnhaus HERIS-ID: 103396seit 2022                                                                                               | Alberstraße 15 Standort KG: St. Leonhard                     | Das Gebäude in strenghistoristischen Neorenaissance-Formen stammt aus dem Jahr 1869. | BDA-Hist.: Q112917819 Status: Bescheid Stand der BDA-Liste: 2025-06-30 Name: Wohnhaus GstNr.: 721 |
| ja    | Datei hochladen | Meran-Häuser HERIS-ID: 61633 Objekt-ID: 74059                                                                                    | Elisabethstraße 16, 18, 20 Standort KG: St. Leonhard         | Der langgestreckte Gebäudekomplex mit 23achsiger Fassade im Stil der Neorenaissance wurde von 1873 bis 1875 errichtet. | BDA-Hist.: Q38096706 Status: Bescheid Stand der BDA-Liste: 2025-06-30 Name: Meran-Häuser GstNr.: 40, 35, 34 Meranhäuser Elisabethstraße 16-20, Graz                                                                                             |
| ja    | Datei hochladen | Ehem. Stadtpalais Mayr-Melnhof HERIS-ID: 51198 Objekt-ID: 56799                                                                  | Elisabethstraße 30 Standort KG: St. Leonhard                 | Das ehemalige Stadtpalais Mayr-Melnhof wurde 1852 erbaut und 1894/95 von August Gunolt umgebaut. Aus dieser Zeit ist auch Neorégence-Stuckatur erhalten. Seit 2003 sind hier das Literaturhaus Graz und das Franz-Nabl-Institut für Literaturforschung untergebracht. | BDA-Hist.: Q114456757 Status: § 2a Stand der BDA-Liste: 2025-06-30 Name: Ehem. Stadtpalais Mayr-Melnhof GstNr.: 102 , 103 |
| ja    | Datei hochladen | Ehem. Stadtpalais Prokesch-Osten HERIS-ID: 57502 Objekt-ID: 67619                                                                | Elisabethstraße 38 Standort KG: St. Leonhard                 | Das ehemalige Stadtpalais wurde nach der Mitte des 19. Jahrhunderts im Stil des romantischen Historismus errichtet. | BDA-Hist.: Q38076891 Status: Bescheid Stand der BDA-Liste: 2025-06-30 Name: Ehem. Stadtpalais Prokesch-Osten GstNr.: 141 |
| ja    | Datei hochladen | Villa HERIS-ID: 61635 Objekt-ID: 74061                                                                                           | Elisabethstraße 48 Standort KG: St. Leonhard                 | Die repräsentative Villa mit vorgelagerter Gartenanlage stammt aus dem Jahr 1867 und wurde 1916 partiell aufgestockt. | BDA-Hist.: Q38096729 Status: Bescheid Stand der BDA-Liste: 2025-06-30 Name: Villa GstNr.: 151 Elisabethstraße 48, Graz |
| ja    | Datei hochladen | Villa Lazarini HERIS-ID: 61658 Objekt-ID: 74106                                                                                  | Elisabethstraße 50 Standort KG: St. Leonhard                 | Die Villa wurde 1872 errichtet. Der Risalit zur Straße hin weist einen Dreiecksgiebel auf, die Fenster an der Beletage sind mit Pilaster und Verdachung verbunden, davor befindet sich ein Balkon auf Steinkonsolen. | BDA-Hist.: Q38096902 Status: Bescheid Stand der BDA-Liste: 2025-06-30 Name: Villa Lazarini GstNr.: 165 |
| ja    | Datei hochladen | Villa Attems-Petzenstein HERIS-ID: 61659 Objekt-ID: 74107                                                                        | Elisabethstraße 52 Standort KG: St. Leonhard                 | Die repräsentative frühhistoristische Villa wurde 1866 von Carl Aichinger erbaut. | BDA-Hist.: Q38096915 Status: Bescheid Stand der BDA-Liste: 2025-06-30 Name: Villa Attems-Petzenstein GstNr.: 166 |
| ja    | Datei hochladen | Hauptschule/Neue Mittelschule, Sonderpädagogisches Zentrum HERIS-ID: 61700 Objekt-ID: 74163                                      | Elisabethstraße 56 Standort KG: St. Leonhard                 | Der mächtige, durch mehrere Risalite gegliedert Baukomplex entstand 1875/76. Die Fassade wurde später vereinfacht. | BDA-Hist.: Q38097038 Status: § 2a Stand der BDA-Liste: 2025-06-30 Name: Hauptschule/Neue Mittelschule, Sonderpädagogisches Zentrum GstNr.: 188                                                                                                  |
| ja    | Datei hochladen | Villa Hildebrand HERIS-ID: 51201 Objekt-ID: 56803                                                                                | Engelgasse 3–5 Standort KG: St. Leonhard                     | Die neobarocke Villa mit Gartentor und Portierhaus wurde 1906 von Julius Kubik erbaut. Sie diente über die Jahrzehnte als Sitz mehrerer Landesinstitutionen und von 1988 bis 2007 war das Haus der Architektur hier untergebracht. | BDA-Hist.: Q38044289 Status: Bescheid Stand der BDA-Liste: 2025-06-30 Name: Villa Hildebrand, Haus der Architektur GstNr.: 180 Villa Hildebrand, Graz                                                                                           |
| ja    | Datei hochladen | Ehem. Stadtpalais Kees, Militärkommando Steiermark HERIS-ID: 37138 Objekt-ID: 36214                                              | Glacisstraße 39 Standort KG: St. Leonhard                    | Das Miethaus wurde 1843–1845 von Georg Hauberrisser d. Ä. erbaut und gilt als die bedeutendste Schöpfung des Spätklassizismus in Graz. Der Mittelrisalit weist eine Kolonnadenfront mit Balustraden auf, dort befinden sich auch zwei rechteckige Steinportale mit Pilastern und Triglyphenfries. 1884–2009 fungierte es als Militärkommandogebäude. | BDA-Hist.: Q1597254 Status: Bescheid Stand der BDA-Liste: 2025-06-30 Name: Ehem. Stadtpalais Kees, Militärkommando Steiermark GstNr.: 1 |
| ja    | Datei hochladen | Grünangerhaus (linker Teil) HERIS-ID: 37139 Objekt-ID: 36215                                                                     | Glacisstraße 43 Standort KG: St. Leonhard                    | Das Gebäude wurde lt. gereimter Bauinschrift 1795–1797 von Richard Seebacher errichtet. Es hat eine langgestreckte Fassade im Plattenstil mit Putzfeldzier und zwei Korbbogenportalen. Das Gebäude besteht aus zwei Teilen mit identischer Fassade, in einem eigenen Eintrag ist der rechte Teil (Nr. 43a) geschützt | BDA-Hist.: Q37974180 Status: Bescheid Stand der BDA-Liste: 2025-06-30 Name: Grünangerhaus GstNr.: 6/3 |
| ja    | Datei hochladen | Grünangerhaus (rechter Teil) HERIS-ID: 247502seit 2023                                                                           | Glacisstraße 43a Standort KG: St. Leonhard                   | rechter Teil des Grünangerhauses | BDA-Hist.: Q119231439 Status: Bescheid Stand der BDA-Liste: 2025-06-30 Name: Grünangerhaus GstNr.: 6/1 |
| ja    | Datei hochladen | Wohn- und Geschäftshaus HERIS-ID: 51188 Objekt-ID: 56787                                                                         | Glacisstraße 47 Standort KG: St. Leonhard                    | Das Gebäude wurde im zweiten Viertel des 19. Jahrhunderts erbaut, die Fassade stammt aus dem 3. Viertel. | BDA-Hist.: Q38044239 Status: § 2a Stand der BDA-Liste: 2025-06-30 Name: Wohn- und Geschäftshaus GstNr.: 561 |
| ja BW | Datei hochladen | Stadtpalais HERIS-ID: 101632 Objekt-ID: 117969seit 2017                                                                          | Glacisstraße 49 Standort KG: St. Leonhard                    | Das spätklassizistische Gebäude mit Frontispiz, Stuckzier, schmiedeeisernem Balkon und Korbbogenportal wurde nach 1830 erbaut. | BDA-Hist.: Q37788235 Status: Bescheid Stand der BDA-Liste: 2025-06-30 Name: Stadtpalais GstNr.: 566 |
| ja    | Datei hochladen | Miethaus HERIS-ID: 37140 Objekt-ID: 36216                                                                                        | Glacisstraße 61 Standort KG: St. Leonhard                    | Das spätklassizistische Gebäude wurde 1834 von Franz Xaver Aichinger erbaut. Die Fassade weist einen Frontispiz und Kolossalpilaster auf, das Korbbogenportal mit ionischen Pilastern führt in eine platzlgewölbte Einfahrt. | BDA-Hist.: Q37974190 Status: Bescheid Stand der BDA-Liste: 2025-06-30 Name: Miethaus GstNr.: 973, 974, 975/1 |
| ja    | Datei hochladen | Ehem. Herrenhaus der Salpeterfabrik HERIS-ID: 37141 Objekt-ID: 36217                                                             | Glacisstraße 63 Standort KG: St. Leonhard                    | Das ehemalige Herrenhaus wurde 1801 von Paul Kelz erbaut. Es hat eine frühklassizistische Fassade mit Frontispiz und Stuckzier. | BDA-Hist.: Q37974199 Status: Bescheid Stand der BDA-Liste: 2025-06-30 Name: Ehem. Herrenhaus der Salpeterfabrik GstNr.: 981, 982, 983 |
| ja BW | Datei hochladen | Brandhof, Theater-Lagerhaus HERIS-ID: 101187 Objekt-ID: 117501                                                                   | Gleisdorfer Gasse 10a Standort KG: St. Leonhard              | Das Gebäude wurde um 1800 errichtet und hat eine Fassade im Plattenstil. Es hat ein Korbbogen-Steinportal, im ersten Stock befindet sich Stukkatur mit Rosettenzier. Im Hof befindet sich das Kulissen- und Mobilienlagerhaus der Grazer Oper aus dem frühen 20. Jahrhundert. | BDA-Hist.: Q37786934 Status: § 2a Stand der BDA-Liste: 2025-06-30 Name: Brandhof, Theater-Lagerhaus GstNr.: 1009/1, 1009/3 Brandhof, Graz |
| ja    | Datei hochladen | Künstleratelier HERIS-ID: 59058 Objekt-ID: 70021                                                                                 | Hallerschloßstraße 6 Standort KG: St. Leonhard               | | BDA-Hist.: Q38085756 Status: Bescheid Stand der BDA-Liste: 2025-06-30 Name: Künstleratelier GstNr.: 1603/1 |
| ja    | Datei hochladen | Lehrlingszentrum, sog. „U-Boot“ HERIS-ID: 100372 Objekt-ID: 116597                                                               | Hans-Brandstetter-Gasse 4a Standort KG: St. Leonhard         | Das Lehrlingszentrum wurde 1970–1972 von Günther Domenig und Eilfried Huth entworfen. Der langgezogene, schmale Baukörper mit zwei eingeknickten Dachebenen wird von einer Halle diagonal erschlossen, das Rosttragwerk ruht auf einer Betonwanne. | BDA-Hist.: Q37784189 Status: Bescheid Stand der BDA-Liste: 2025-06-30 Name: Lehrlingszentrum, sog. „U-Boot“ GstNr.: 1943/11 |
| ja    | Datei hochladen | Miethaus HERIS-ID: 51189 Objekt-ID: 56788                                                                                        | Haydngasse 10 Standort KG: St. Leonhard                      | Das fünfgeschoßige Miethaus mit einer Fassade im Stil der Neorenaissance wurde in der 2. Hälfte des 19. Jahrhunderts erbaut. | BDA-Hist.: Q38044253 Status: § 2a Stand der BDA-Liste: 2025-06-30 Name: Miethaus GstNr.: 962 |
| ja    | Datei hochladen | Bürgerhaus HERIS-ID: 37142 Objekt-ID: 36218                                                                                      | Kaiser-Josef-Platz 6 Standort KG: St. Leonhard               | Das dreigeschoßige Bürgerhaus mit rechteckigem Steinportal stammt aus der 1. Hälfte des 19. Jahrhunderts. Die Fassade erhielt erst Ende des 19. Jahrhunderts ihr heutiges Aussehen. | BDA-Hist.: Q37974207 Status: Bescheid Stand der BDA-Liste: 2025-06-30 Name: Bürgerhaus GstNr.: 1056/1, 1056/2 |
| ja    | Datei hochladen | Gartenhäuschen HERIS-ID: 37143 Objekt-ID: 36219                                                                                  | Kaiser-Josef-Platz 6, im Hof Standort KG: St. Leonhard       | Der spätklassizistische Biedermeierpavillon wurde in der Zeit von 1830 und 1840 erbaut. Seine Frontseite ist in Anlehnung an Tempel mit ionischen Säulen gestaltet. | BDA-Hist.: Q37974214 Status: Bescheid Stand der BDA-Liste: 2025-06-30 Name: Gartenhäuschen GstNr.: 1052 |
| ja    | Datei hochladen | Schule HERIS-ID: 98401 Objekt-ID: 114324                                                                                         | Kaiser-Josef-Platz 8 Standort KG: St. Leonhard               | Das Schulgebäude mit späthistoristischer Fassade wurde 1895/96 von Georg Hönel errichtet. Es ist ein freistehender Block, der aber an das Ensemble von Heilandskirche und Martin-Luther-Haus anschließt. | BDA-Hist.: Q37771922 Status: § 2a Stand der BDA-Liste: 2025-06-30 Name: Schule GstNr.: 999 |
| ja    | Datei hochladen | Evang. Schul- und Bethaus HERIS-ID: 51184 Objekt-ID: 56783                                                                       | Kaiser-Josef-Platz 9 Standort KG: St. Leonhard               | Das frühhistoristische Gebäude wurde 1854 erbaut. | BDA-Hist.: Q64026387 Status: § 2a Stand der BDA-Liste: 2025-06-30 Name: Evang. Schul- und Bethaus GstNr.: 1001/2 Schul- und Bethaus Kaiser-Josef-Platz 9, Graz                                                                                  |
| ja    | Datei hochladen | Evang. Pfarrkirche A.u.HB., Heilandskirche HERIS-ID: 51187 Objekt-ID: 56786                                                      | bei Kaiser-Josef-Platz 9 Standort KG: St. Leonhard           | Das Kirchengebäude geht auf ein spätklassizistisches Bethaus zurück, das 1824 von Michael Mareck erbaut wurde. Erst nach 1848 war es möglich, eine als solche erkennbare evangelische Kirchen zu bauen, dementsprechend erfolgte 1853–1858 ein Umbau mit Änderung der Fassade und Anbau eines Turms. Entstanden ist der einzige frühhistoristische Kirchenbau in Graz. Im Inneren ist die Kirche einschiffig mit Platzgewölben zwischen den Gurten auf Wandpfeilern. Die Inneneinrichtung, insbesondere der Hochaltar ist klassizistisch. Die Kirche bildet mit dem Schul- und Bethaus sowie dem Pfarrhaus (heute Martin-Luther-Haus) ein Ensemble. | BDA-Hist.: Q1594757 Status: § 2a Stand der BDA-Liste: 2025-06-30 Name: Evang. Pfarrkirche A.u.HB., Heilandskirche GstNr.: 1001/1 Heilandskirche, Graz                                                                                           |
| ja    | Datei hochladen | Wohnhaus HERIS-ID: 68096 Objekt-ID: 81093                                                                                        | Leonhardplatz 13 Standort KG: St. Leonhard                   | | BDA-Hist.: Q38118545 Status: § 2a Stand der BDA-Liste: 2025-06-30 Name: Wohnhaus GstNr.: 237/1 Leonhardplatz 13, Graz |
| ja    | Datei hochladen | Pfarrhof HERIS-ID: 103670 Objekt-ID: 120197                                                                                      | Leonhardplatz 14 Standort KG: St. Leonhard                   | Der zweigeschoßige Pfarrhof mit einem Schopfwalmgiebel wurde im 18. Jahrhundert erbaut. | BDA-Hist.: Q37798222 Status: § 2a Stand der BDA-Liste: 2025-06-30 Name: Pfarrhof GstNr.: 235 Pfarrhof St. Leonhard (Graz) |
| ja    | Datei hochladen | Kath. Pfarrkirche hl. Leonhard, ehem. Friedhof mit Portal und Kruzifix und Friedhofserweiterung HERIS-ID: 51215 Objekt-ID: 56819 | Leonhardplatz 14 Standort KG: St. Leonhard                   | Die Leonhardkirche ist ein spätgotischer Bau mit barocker Fassade. Sie wurde 1361 erstmals als Kapelle genannt, 1433 neu gebaut und wird seit 1514 als Pfarrkirche bezeichnet. Das gotische Langhaus hat einen 5/8-Schluss, der aber von einem barocken Kapellenbau überblendet wird. Der spätgotische Turm wurde vor 1620 aufgestockt und 1747 mit der heutigen Zwiebelhaube von Johann Georg Stengg ausgestattet. Die pilastergegliederte Westfassade stammt aus dem Jahr 1775, die Sandsteinfiguren am Portal stellen den hl. Leonhard und Gefangene dar und werden Veit Königer zugeschrieben. An der Westfassade befinden sich Grabdenkmäler aus dem 17. und 18. Jahrhundert. Das Innere der Kirche ist gotisch, die Ausstattung barock.                     | BDA-Hist.: Q1819332 Status: § 2a Stand der BDA-Liste: 2025-06-30 Name: Kath. Pfarrkirche hl. Leonhard, ehem. Friedhof mit Portal und Kruzifix und Friedhofserweiterung GstNr.: 236, 238, 237/2, 279/1, 239, 235, 245, 246 Leonhardkirche (Graz) |
| ja    | Datei hochladen | Palais Meran HERIS-ID: 36999 Objekt-ID: 36069                                                                                    | Leonhardstraße 15 Standort KG: St. Leonhard                  | Das spätklassizistische Palais wurde 1841–1844 als Stadtpalais für Erzherzog Johann errichtet und fungiert heute als Hauptsitz der Universität für Musik und darstellende Kunst Graz. Die Bauaufsicht hatte Felix von Stregen über, verantwortlicher Baumeister war Georg Hauberrisser sen. Die neunzehnachsige Schauseite mit Giebel ist zum angrenzenden Meranpark gerichtet, zur Straße hin geht nur ein schmaler Seitentrakt. Das Untergeschoß ist gequadert und weist Rundfenster auf, das Obergeschoß eckige Fenster mit geraden Verdachungen. Vor dem Portal ist eine Altane vorgespannt, zwischen neben drei Rundbögen Reliefs von Löwenköpfen zu sehen sind. Die großteils erhaltene Inneneinrichtung ist im Stil des Romantischen Historismus gehalten. | BDA-Hist.: Q2047103 Status: Bescheid Stand der BDA-Liste: 2025-06-30 Name: Palais Meran GstNr.: 10/1 Palais Meran, Graz |
| ja    | Datei hochladen | Geburtshaus Alexander Girardi HERIS-ID: 37000 Objekt-ID: 36070                                                                   | Leonhardstraße 28 Standort KG: St. Leonhard                  | Das Geburtshaus des Schauspielers Alexander Girardi weist im östlichen Gebäudeteil profilierte Holzbalkendecken aus dem 17. Jahrhundert auf. | BDA-Hist.: Q37973324 Status: Bescheid Stand der BDA-Liste: 2025-06-30 Name: Geburtshaus Alexander Girardi GstNr.: 541 Girardihaus Graz |
| ja    | Datei hochladen | Ehem. Stadtpalais Herberstein HERIS-ID: 51203 Objekt-ID: 56805                                                                   | Leonhardstraße 59 Standort KG: St. Leonhard                  | Das ehemalige Palais Herberstein wurde laut Inschrift ursprünglich im Jahr 1716 errichtet. In den Jahren 1854 bis 1856 sowie 1907 erfolgten zwei Umbauten. Die Fassade erhielt in der 2. Hälfte des 19. Jahrhunderts ihr heutiges Aussehen. | BDA-Hist.: Q38044301 Status: Bescheid Stand der BDA-Liste: 2025-06-30 Name: Ehem. Stadtpalais Herberstein GstNr.: 130 |
| ja    | Datei hochladen | Ursulinenkloster, Schule, Ursulinenkonvent, Kapelle Hl. Dreifaltigkeit HERIS-ID: 51204 Objekt-ID: 56806                          | Leonhardstraße 62, 64 Standort KG: St. Leonhard              | Der späthistoristische Baublock wurde 1898–1900 von Josef Schmalzhofer errichtet. Er wurde den Schulschwestern übergeben, die hier bis heute mehrere Schulen betreiben. Die Fassade ist in neobarocken Stilformen gehalten, an den Ecken befinden sich erhöhte pavillonartige Risalite. Die Kapelle mit Dachreiter hatte ursprünglich eine Neorenaissance-Ausstattung, die 1963 nach Entwürfen von Franz Maitz ersetzt wurde. | BDA-Hist.: Q1257449 Status: § 2a Stand der BDA-Liste: 2025-06-30 Name: Ursulinenkloster, Schule, Ursulinenkonvent, Kapelle Hl. Dreifaltigkeit GstNr.: 362/1, 362/2, 362/3, 362/4, 363/1, 363/2                                                  |
| ja    | Datei hochladen | Ehem. Reiterkaserne HERIS-ID: 51212 Objekt-ID: 56815                                                                             | Leonhardstraße 82 Standort KG: St. Leonhard                  | Die große U-förmige Anlage der früheren Reiterkaserne wurde von 1840 bis 1842 errichtet und erhielt später noch einige Anbauten. | BDA-Hist.: Q38044346 Status: Bescheid Stand der BDA-Liste: 2025-06-30 Name: Ehem. Reiterkaserne GstNr.: 345/3 Reiterkaserne, Graz |
| ja    | Datei hochladen | Odilien-Blindeninstitut HERIS-ID: 44238 Objekt-ID: 44993                                                                         | Leonhardstraße 130 Standort KG: St. Leonhard                 | Der stattliche Baukörper in „altdeutschen“ Neorenaissance-Formen wurde 1885 erbaut und 1901/02 erweitert. Ein markantes Element ist die Kapelle der hl. Ottilia , die dreiachsig aus dem Baukörper heraustritt und mit einem spitzbehelmten Turm versehen ist. | BDA-Hist.: Q2014522 Status: Bescheid Stand der BDA-Liste: 2025-06-30 Name: Odilien-Blindeninstitut GstNr.: 290, 292/4 Odilien-Blindeninstitut                                                                                                   |
| ja    | Datei hochladen | Miethaus HERIS-ID: 98392 Objekt-ID: 114310                                                                                       | Leonhardstraße 131 Standort KG: St. Leonhard                 | | BDA-Hist.: Q37771908 Status: § 2a Stand der BDA-Liste: 2025-06-30 Name: Miethaus GstNr.: 226 |
| ja    | Datei hochladen | Ehem. Chirurgenhaus mit Apotheke HERIS-ID: 46182 Objekt-ID: 47893                                                                | Leonhardstraße 143 Standort KG: St. Leonhard                 | | BDA-Hist.: Q38019731 Status: Bescheid Stand der BDA-Liste: 2025-06-30 Name: Ehem. Chirurgenhaus mit Apotheke GstNr.: 232 |
| ja    | Datei hochladen | Martin-Luther-Haus HERIS-ID: 98399 Objekt-ID: 114322                                                                             | Luthergasse 1 Standort KG: St. Leonhard                      | Das nunmehr Martin-Luther-Haus genannte Pfarrhaus der Heilandskirche wurde zwischen 1840 und 1845 erbaut und hat eine spätklassizistische Fassade. | BDA-Hist.: Q64026388 Status: § 2a Stand der BDA-Liste: 2025-06-30 Name: Martin-Luther-Haus GstNr.: 1001/3 Martin-Luther-Haus, Graz |
| ja    | Datei hochladen | Stadtpalais Künigl HERIS-ID: 89118 Objekt-ID: 103715seit 2020                                                                    | Merangasse 20 Standort KG: St. Leonhard                      | Das Palais mit neobarocker Fassade wurde 1902 von Carl Kratochwil erbaut und 1906 erweitert, dabei entstand der nördliche Flügel mit turmartiger Attika. An der Rückseite befindet sich eine Terrasse mit Balustrade, an der nordwestlichen Hausecke eine Madonnenfigur aus der Zeit um 1710. | BDA-Hist.: Q105646630 Status: Bescheid Stand der BDA-Liste: 2025-06-30 Name: Stadtpalais Künigl GstNr.: 113 |
| ja    | Datei hochladen | Wohn- und Betriebshaus HERIS-ID: 42731 Objekt-ID: 43322                                                                          | Merangasse 35 Standort KG: St. Leonhard                      | Das späthistoristische Gebäude stammt aus den Jahren 1897/98, weist zwei Portale mit Eisentürflügel und eine Sgraffito-Fassengestaltung aus (mit einer Inschrift, die sich auf die damals dort befindliche Schlosserei der Gebrüder Kerl bezieht). | BDA-Hist.: Q38003379 Status: Bescheid Stand der BDA-Liste: 2025-06-30 Name: Wohn- und Betriebshaus GstNr.: 389 |
| ja    | Datei hochladen | Engelhof HERIS-ID: 37144 Objekt-ID: 36220                                                                                        | Merangasse 69 Standort KG: St. Leonhard                      | Der sogenannte Engelhof stammt im Baukern vermutlich aus dem 18. Jahrhundert und wurde im Jahr 1918 umgestaltet. Am Gebäude sind mehrere spätbarocke Sandsteinfiguren von Grazer Althäusern angebracht. | BDA-Hist.: Q37974231 Status: Bescheid Stand der BDA-Liste: 2025-06-30 Name: Engelhof GstNr.: 1503/2 Engelhof, Graz |
| ja    | Datei hochladen | Universitätszentrum, ehem. Druckerei Wall HERIS-ID: 89119 Objekt-ID: 103717                                                      | Merangasse 70 Standort KG: St. Leonhard                      | | BDA-Hist.: Q37732116 Status: § 2a Stand der BDA-Liste: 2025-06-30 Name: Universitätszentrum, ehem. Druckerei Wall GstNr.: 1426/1 |
| ja    | Datei hochladen | Persönlichkeitsdenkmal Ivo Andric HERIS-ID: 110367 Objekt-ID: 128065                                                             | bei Merangasse 70 Standort KG: St. Leonhard                  | Bronzebüste des Schriftstellers und Literaturnobelpreisträgers Ivo Andrić, der 1924 an der Universität Graz dissertierte | BDA-Hist.: Q37818500 Status: § 2a Stand der BDA-Liste: 2025-06-30 Name: Persönlichkeitsdenkmal Ivo Andric GstNr.: 1427 |
| ja    | Datei hochladen | Villa Dettelbach samt Nebengebäude und Einfriedung HERIS-ID: 73689 Objekt-ID: 87014                                              | Merangasse 77 Standort KG: St. Leonhard                      | Die Villa Dettelbach wurde im Jahr 1907 erbaut. | BDA-Hist.: Q38133348 Status: Bescheid Stand der BDA-Liste: 2025-06-30 Name: Villa Dettelbach samt Nebengebäude und Einfriedung GstNr.: 1495 |
| ja    | Datei hochladen | Geschäftslokal Bernschütz mit Portal und straßenseitigem Verkaufsraum HERIS-ID: 108137 Objekt-ID: 125542seit 2018                | Naglergasse 42 Standort KG: St. Leonhard                     | | BDA-Hist.: Q105646773 Status: Bescheid Stand der BDA-Liste: 2025-06-30 Name: Geschäftslokal Bernschütz mit Portal und straßenseitigem Verkaufsraum GstNr.: 818                                                                                  |
| ja    | Datei hochladen | Sog. Julienhof HERIS-ID: 51206 Objekt-ID: 56808                                                                                  | Naglergasse 59 Standort KG: St. Leonhard                     | Der sogenannte Julienhof mit reicher Jugendstilfassade wurde im Jahr 1905 erbaut. | BDA-Hist.: Q38044322 Status: Bescheid Stand der BDA-Liste: 2025-06-30 Name: Sog. Julienhof GstNr.: 1351 Julienhof, Graz |
| ja    | Datei hochladen | Volksschule Nibelungen HERIS-ID: 100771 Objekt-ID: 117044                                                                        | Nibelungengasse 18, 20 Standort KG: St. Leonhard             | Die Volksschule mit späthistoristischer Fassade wurde um das Jahr 1900 erbaut. | BDA-Hist.: Q37785600 Status: § 2a Stand der BDA-Liste: 2025-06-30 Name: Volksschule Nibelungen GstNr.: 1325 |
| ja    | Datei hochladen | Sacré Coeur HERIS-ID: 51211 Objekt-ID: 56814                                                                                     | Petersgasse 1, 7, 11 Standort KG: St. Leonhard               | Das Gebäude des Herz-Jesu-Klosters wurde 1851 erbaut und 1897 aufgestockt. 1870/71 wurde das Schulgebäude angebaut. Es ist eine lange T-förmige Anlage. Aus der Front tritt risalitartig die mit korinthischen Kolossalpilastern gegliederte und mit Rundbogenfenstern rhythmisierte Fassade der Klosterkirche hervor. Deren Langhaus ist einschiffig und fünfjochig mit 5/8-Schluss. Sie wurde 1961/62 von Karl Lebwohl neu gestaltet. Anmerkung: Identadressen Schörgelgasse 38, 40, 42 | BDA-Hist.: Q2211018 Status: § 2a Stand der BDA-Liste: 2025-06-30 Name: Sacré Coeur GstNr.: 1777 |
| ja    | Datei hochladen | Evang. Friedhof mit Auferstehungskapelle HERIS-ID: 110145 Objekt-ID: 127803                                                      | Petersgasse 57 Standort KG: St. Leonhard                     | Auf dem evangelischen Friedhof stehen zahlreiche Grabstätten mit bemerkenswerten Aufbauten im Jugendstil. | BDA-Hist.: Q37817378 Status: § 2a Stand der BDA-Liste: 2025-06-30 Name: Evang. Friedhof mit Auferstehungskapelle GstNr.: 1875, 1879, 1895, 1896, 1897, 1898/1 St.-Peter-Stadtfriedhof, Graz                                                     |
| ja    | Datei hochladen | Kath. Stadtfriedhof St. Peter HERIS-ID: 110144 Objekt-ID: 127802                                                                 | Petersgasse 67a Standort KG: St. Leonhard                    | Der katholische Stadtfriedhof St. Peter wurde 1787 eröffnet und enthält zahlreiche spätklassizistische Grabstätten. | BDA-Hist.: Q37817352 Status: § 2a Stand der BDA-Liste: 2025-06-30 Name: Kath. Stadtfriedhof St. Peter GstNr.: 1899, 1900, 1901, 1906/1, 1906/2, 1920/4 St.-Peter-Stadtfriedhof, Graz                                                            |
| ja    | Datei hochladen | Ohmeyergruft HERIS-ID: 46261 Objekt-ID: 47991                                                                                    | Petersgasse 65 Standort KG: St. Leonhard                     | | BDA-Hist.: Q38020222 Status: Bescheid Stand der BDA-Liste: 2025-06-30 Name: Ohmeyergruft, GN B 78 GstNr.: 1906/1 Ohmeyergruft |
| ja    | Datei hochladen | Hauptgebäude der Alten Technischen Universität Graz HERIS-ID: 51194 Objekt-ID: 56793                                             | Rechbauerstraße 12 Standort KG: St. Leonhard                 | Das umgangssprachlich Alte Technik genannte Gebäude wurde 1885–1888 im Neorenaissance-Stil erbaut. Es ist ein monumentaler Baukörper mit zwei Innenhöfen und kuppelbekrönten Risaliten. Der Frontispiz mit den Kolossalsäulen hat eine reiche Skulpturenausstattung (Austria schützt die Künste und Wissenschaften, Nischenfiguren, Attikafiguren). Die Aula ist ein zweigeschoßiger Saalraum mit kassettiertem Spiegelgewölbe und Fresken von Paul Scholz. | BDA-Hist.: Q114058361 Status: Bescheid Stand der BDA-Liste: 2025-06-30 Name: Hauptgebäude der Alten Technischen Universität Graz GstNr.: 918 Main building of the Graz University of Technology                                                 |
| ja    | Datei hochladen | Kiosk, ehem. Stadtbücherei HERIS-ID: 97927 Objekt-ID: 113795                                                                     | Rechbauerstraße 4a Standort KG: St. Leonhard                 | | BDA-Hist.: Q37770874 Status: Bescheid Stand der BDA-Liste: 2025-06-30 Name: Kiosk, ehem. Stadtbücherei GstNr.: 1992/3 |
| ja    | Datei hochladen | Trafostation HERIS-ID: 89192 Objekt-ID: 103808                                                                                   | bei Rechbauerstraße 4a Standort KG: St. Leonhard             | Der kapellenartige Bau stammt aus den 1920er-Jahren. | BDA-Hist.: Q37732431 Status: Bescheid Stand der BDA-Liste: 2025-06-30 Name: Trafostation GstNr.: 1992/2 |
| ja    | Datei hochladen | Büro- und Miethaus HERIS-ID: 101067 Objekt-ID: 117375seit 2014                                                                   | Reitschulgasse 1, 3, 5, unger. Nr. Standort KG: St. Leonhard | Das späthistoristische Gebäude in neobarocken Formen mit Schauseite zum Jakominiplatz wurde 1908 errichtet. | BDA-Hist.: Q37786508 Status: Bescheid Stand der BDA-Liste: 2025-06-30 Name: Büro- und Miethaus GstNr.: 1016, 1018 Reitschulgasse 1,3 and 5, Graz                                                                                                |
| ja    | Datei hochladen | Wohnhaus, Miethaus HERIS-ID: 88379 Objekt-ID: 102949seit 2017                                                                    | Schillerstraße 27 Standort KG: St. Leonhard                  | Die beiden Miethäuser auf Nr. 27 und Nr. 29 wurden 1914 von Wolfgang Alkier erbaut, im ursprünglich unbebauten Bereich zwischen ihnen fließt der Leonhardbach. Die Fassaden sind auf sparsame Weise vertikal gegliedert und mit secessionistischen Details angereichert. Bemerkenswert sind auch die Stiegenhäuser. Dieses Haus hat einen spitzen Winkel zur Morellenfeldgasse. | BDA-Hist.: Q37725230 Status: Bescheid Stand der BDA-Liste: 2025-06-30 Name: Wohnhaus, Miethaus GstNr.: 491/1 Wohnhaus Schillerstraße 27, Graz                                                                                                   |
| ja    | Datei hochladen | Miethaus HERIS-ID: 88391 Objekt-ID: 102961                                                                                       | Schillerstraße 29 Standort KG: St. Leonhard                  | Die beiden Miethäuser auf Nr. 27 und Nr. 29 wurden 1914 von Wolfgang Alkier erbaut, im ursprünglich unbebauten Bereich zwischen ihnen fließt der Leonhardbach. Die Fassaden sind auf sparsame Weise vertikal gegliedert und mit secessionistischen Details angereichert. Bemerkenswert sind auch die Stiegenhäuser. | BDA-Hist.: Q37725322 Status: Bescheid Stand der BDA-Liste: 2025-06-30 Name: Miethaus GstNr.: 1410/1 Wohnhaus Schillerstraße 29, Graz |
| ja    | Datei hochladen | Fürst Dietrichstein'sches Stiftungshaus HERIS-ID: 51185 Objekt-ID: 56784                                                         | Schlögelgasse 9 Standort KG: St. Leonhard                    | Der imposante viergeschoßige Bau des Fürst Dietrichstein'schen Stiftungshauses wurde im Jahr 1852 im Spätbiedermeier-Stil errichtet. | BDA-Hist.: Q38044223 Status: Bescheid Stand der BDA-Liste: 2025-06-30 Name: Fürst Dietrichstein'sches Stiftungshaus GstNr.: 1032/1 Fürst Dietrichstein'sches Stiftungshaus, Graz                                                                |
| ja    | Datei hochladen | Herz-Jesu-Kirche und Teil der Ummauerung HERIS-ID: 51208 Objekt-ID: 56810                                                        | bei Sparbersbachgasse 58 Standort KG: St. Leonhard           | Die Kirche wurde 1881–1887 von Georg Hauberrisser d. J. erbaut und gilt als einer der wichtigsten Kirchenbauten des Historismus in der Steiermark. Sie ist im Stil der Backsteingotik gehalten und besteht aufgrund des unebenen Terrains aus zwei Teilen: einem eigentlichen Kirchengebäude mit dem mächtigen Südwestturm und der Unterkirche, die aus gemauerten Bögen besteht und vom Park aus zwei Eingänge hat. | BDA-Hist.: Q474226 Status: § 2a Stand der BDA-Liste: 2025-06-30 Name: Herz-Jesu-Kirche und Teil der Ummauerung GstNr.: 1407, 1408 Herz-Jesu-Kirche, Graz                                                                                        |
| ja    | Datei hochladen | Pfarrhof Herz Jesu HERIS-ID: 101213 Objekt-ID: 117528                                                                            | Sparbersbachgasse 58 Standort KG: St. Leonhard               | Der Pfarrhof im neugotischen Backsteinstil wurde um 1885 (gleichzeitig mit der Kirche) und Georg Hauberrisser d. J. erbaut. | BDA-Hist.: Q63986069 Status: § 2a Stand der BDA-Liste: 2025-06-30 Name: Pfarrhof Herz Jesu GstNr.: 1409 |
| ja    | Datei hochladen | Straßenlaternen HERIS-ID: 110365 Objekt-ID: 128063                                                                               | Tegetthoffplatz Standort KG: St. Leonhard                    | | BDA-Hist.: Q37818479 Status: § 2a Stand der BDA-Liste: 2025-06-30 Name: Straßenlaternen GstNr.: 221/3 |
| ja    | Datei hochladen | Kommunaler Wohnbau bestehend aus drei Häusern HERIS-ID: 103398 Objekt-ID: 119892                                                 | Tegetthoffplatz 2, 3, 4 Standort KG: St. Leonhard            | Die in sachlichen Formen gehaltene Wohnhausanlage der Gemeinde-Sparkasse Graz wurde 1929–1931 von Wolfgang Alkier erbaut. | BDA-Hist.: Q37797076 Status: Bescheid Stand der BDA-Liste: 2025-06-30 Name: Kommunaler Wohnbau bestehend aus drei Häusern GstNr.: 221/10, 221/11, 221/12                                                                                        |
| ja    | Datei hochladen | Persönlichkeitsdenkmal Wilhelm von Tegetthoff HERIS-ID: 103400 Objekt-ID: 119894                                                 | Tegetthoffplatz 3, in der Nähe Standort KG: St. Leonhard     | Das Denkmal auf einem Marmorunterbau wurde laut Inschrift 1877 in Pula errichtet. Im Jahr 1935 wurde es nach Graz gebracht und am heutigen Standort aufgestellt. | BDA-Hist.: Q37797099 Status: § 2a Stand der BDA-Liste: 2025-06-30 Name: Persönlichkeitsdenkmal Wilhelm vonTegetthoff GstNr.: 221/3 Tegetthoffdenkmal, Graz                                                                                      |

## Ehemalige Denkmäler
| Foto |                 | Denkmal                              | Standort                                        | Beschreibung                           | Metadaten |
| ---- | --------------- | ------------------------------------ | ----------------------------------------------- | -------------------------------------- | --- |
| ja   | Datei hochladen | Werbetafel Objekt-ID: 128110bis 2018 | bei Leonhardstraße 15 Standort KG: St. Leonhard | Eiserne Werbetafel in Jugendstilformen | BDA-Hist.: Q37818802 Status: § 2a Stand der BDA-Liste: 2018-01-22 Name: Werbetafel GstNr.: 2023/1 Grazer Werbetafeln |